# Brocchinia hechtioides
Brocchinia hechtioides är en gräsväxtart som beskrevs av Carl Christian Mez. Brocchinia hechtioides ingår i släktet Brocchinia och familjen Bromeliaceae. Inga underarter finns listade i Catalogue of Life.